# Bronny James
LeBron Raymone "Bronny" James Jr. (Cleveland, 6 d'octubre de 2004) és un jugador de bàsquet estatunidenc que pertany a Los Angeles Lakers de la NBA. És el fill gran del jugador professional de bàsquet LeBron James.

## Carrera

### Inicis

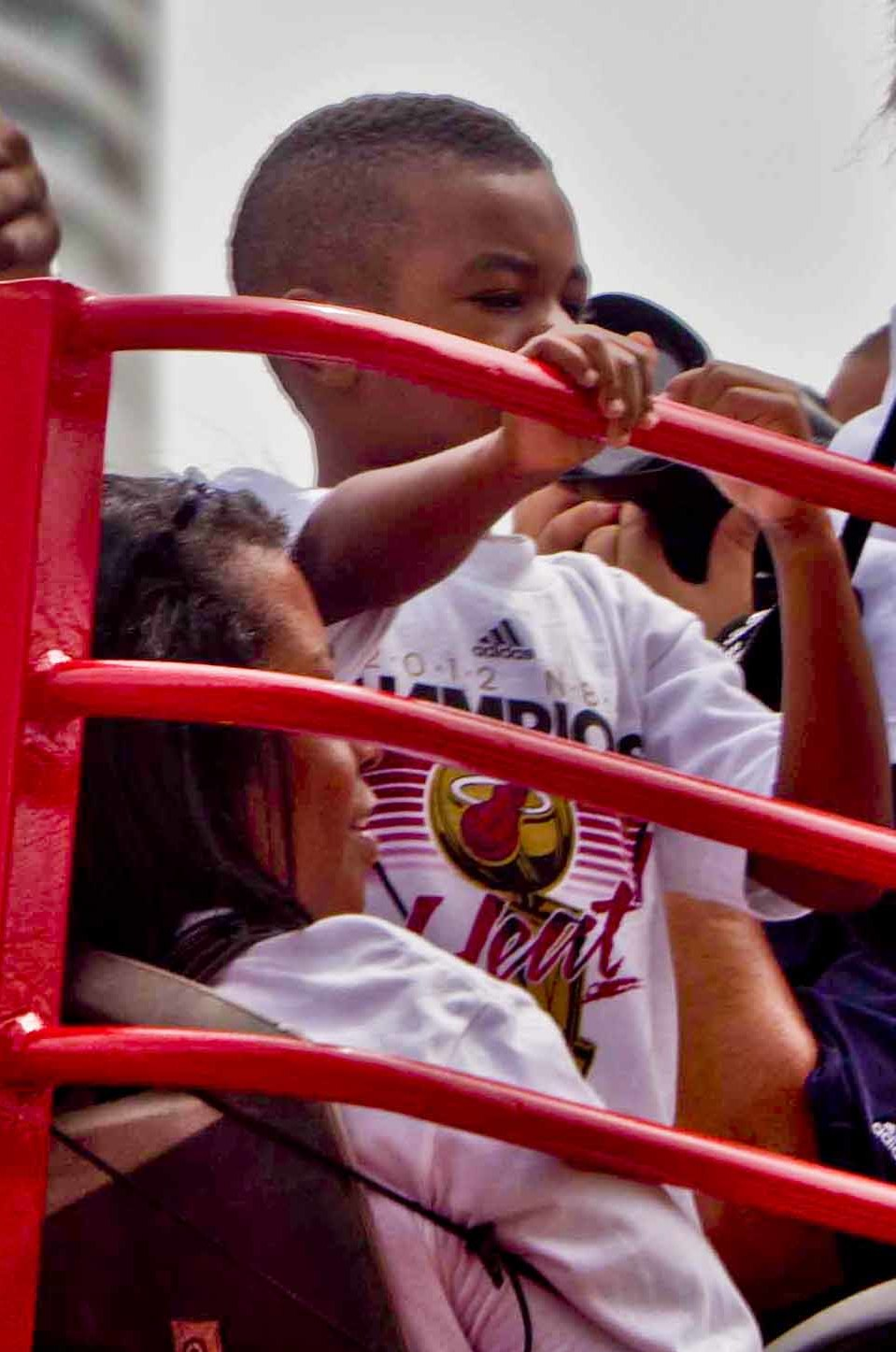
James Jr. durant la desfilada del campionat de Miami Heat l'any 2012.

James Jr. va néixer el 6 d'octubre de 2004. És fill de LeBron James i la seva xicota de tota la vida (ara esposa) Savannah Brinson, que es van conèixer quan anaven a St. Vincent – St. Mary High School a Akron, Ohio. James Jr. va ser criat pels seus dos pares. El seu pare, que és quatre vegades campió de la NBA i quatre vegades el jugador més valuós de la NBA, sovint és considerat com un dels millors jugadors de bàsquet de tots els temps.
Quan era nen, James Jr. jugava a diversos esports, com a bàsquet i futbol, ja que el seu pare no li va permetre jugar futbol americà o hoquei sobre gel per motius de seguretat. El 2014, James Jr. va aparèixer en vídeos destacats de bàsquet que van atreure l'atenció de l'opinió pública nord-americana. El febrer de 2018, James Jr. va guiar l'equip dels Old Trail School en Bath Township, Summit County, Ohio, on va assistir a l'escola secundària, per a guanyar un torneig de la Independent School League.
James Jr. va competir amb diversos equips de bàsquet de la Unió Atlètica Amateur (AAU) abans de l'escola secundària. Als nou anys, va jugar per als Miami City Ballers en un torneig AAU quart curs mentre era observat per l'entrenador en cap dels Kentucky Wildcats, John Calipari. El juny de 2015, James Jr. va conduir a l'equip de la AAU Gulf Xips Blue Coast a fer-se amb un campionat de quart curs a la Lliga Dallas / Hype Sports Summer Jam.
El març de 2018, va ajudar a North Coast Blue Xips a endur-se un títol del John Lucas All-Star Weekend a Houston. El 2 d'abril de 2018, els seus Blue Xips van acabar invictes i es van proclamar campions menors de 13 anys del torneig NY2LA Swish 'N Dish a Wisconsin. Al juny, James va representar al mateix equip en el Jr. National Basketball Association (NBA) Midwest Championships contra oponents de novè grau i va aconseguir arribar fins als quarts de final. L'abril de 2019, malgrat ser més jove que la majoria de la competència als 14 anys, es va unir a l'equip de AAU Strive for Greatness per disputar la Nike Elit Youth Basketball League (EYBL) sub-16 a Indianapolis, on es va enfrontar a diversos jugadors molt cobejats i va rebre elogis dels observadors.
El 6 d'agost de 2018, James Jr. es va matricular en Crossroads School, una escola privada K-12 a Santa Mónica, Califòrnia. Les regles de l'estat de Califòrnia li van impedir unir-se immediatament a l'equip d'institut perquè encara cursava el vuitè curs. El 3 de desembre de 2018, en el seu primer partit amb l'equip de l'escola, James va anotar 27 punts en una victòria 61-48 contra els Culver City Middle School.

### High School

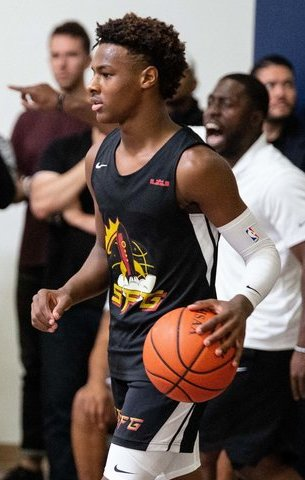
James amb Strive For Greatness durant el Nike EYBL de 2019.

El 29 de maig de 2019, James Jr. va ser transferit a Sierra Canyon School, una escola privada K-12 de Chatsworth, Los Angeles, per al seu primer any de secundària. Es va unir a l'escola amb el seu germà Bryce i el nouvingut Zaire Wade, fill del llegendari jugador de bàsquet dels Miami Heat Dwyane Wade, company i gran amic del pare de James Jr. En començar la temporada, l'equip va ser considerat un dels millors equips de bàsquet de l'escola secundària, i les xarxes d'ESPN van retransmetre 15 dels seus partits. El 21 de novembre de 2019, James Jr. va fer el seu debut a l'escola secundària, anotant 10 punts des de la banqueta en una victòria sobre Montgomery High School. El 14 de desembre, James Jr. va anotar 15 punts, incloent una passada d'avantatge, i va ser nomenat jugador més valuós del joc (MVP) en una victòria davant l'alma mater del seu pare, St. Vincent – St. Mary High School. El 15 de gener de 2020, va anotar 17 punts, el màxim de la temporada, en una victòria contra la Viewpoint School. Com a estudiant de primer any, James va fer una mitjana de 4,1 punts en 15 minuts per partit i va ser l'únic jugador de Sierra Canyon a aparèixer en els 34 jocs de la temporada.

### NBA
El 27 de juny de 2024 va ser escollit número 55 del Draft 2024 per Los Angeles Lakers.
L'octubre del mateix any Bronny i Lebron James es van convertir en la primera parella pare-fill de la història que jugaven junts un partit a l'NBA.

## Perfil del jugador
Jaes mesura 6 peus 4 polzades (1.93 m) i pot jugar les posicions de base i d'escorta. Té un "cop de canell suau" i és un expert passador i posseeix un gran maneig de la pilota. Els observadors també han elogiat el seu "sentiment pel joc" i el seu equilibri dins la pista de bàsquet.

## Vida personal
James té un germà petit, Bryce, nascut l'any 2007, i una germana menuda, Zhuri, nascuda l'any 2014. El seu padrí és el també jugador de bàsquet Chris Paul.
James ha fet servir la samarreta amb el número 0 com inspirat en el seu jugador preferit de l'NBA Russell Westbrook. En passar a vuitè curs, es va canviar al número 23 en honor al seu pare.
L'octubre de 2022, va protagonitzar un anunci publicitari al costat del seu pare, per a la marca d'auriculars Beats by Dre, amb la qual va firmar contracte de patrocini.